# Нижнее Мячково
Ни́жнее Мя́чково — деревня в Раменском районе Московской области. Расположена на правом берегу Москвы-реки, у места впадения в неё реки Пахры. Население — 699 чел. (2010).
Впервые упоминается в Духовной грамоте князя Волоцкого Юрия Васильевича, сына Василия Тёмного, в 1472 году.
В переписной книге 1646 года оно названо присёлком села Верхнее Мячково.
| 1926 | 2002 | 2010 |
| ---- | ---- | ---- |
| 604  | ↘575 | ↗699 |